# Toyota Gazoo Racing South Africa
La Toyota Gazoo Racing South Africa, precedentemente nota come Imperial Toyota, è una scuderia automobilistica sudafricana di proprietà della Toyota, reparto corse della casa giapponese nel Rally Dakar e nella campionato mondiale di rally raid. 
Fondata da un concessionario locale Toyota, ha fatto il suo debutto nel Rally Dakar nel 2012, competendo ininterrottamente da allora e ottenendo due vittorie di classe nel 2019 e nel 2022 nelle mani di Nasser Al-Attiyah. Oltre al suo programma principale nei rally raid, la scuderia gestisce una serie di iniziative a livello locale sempre nei rally.

## Storia

### Rally Dakar
La scuderia è nata nel 2011 su iniziativa di una concessionaria locale sudafricana della Toyota. Inizialmente nota come "Imperial Toyota" (dal nome del concessionario), la scuderia ha potuto godere fin dalla nascita del supporto ufficiale della casa madre e ha acquistato due Toyota Hilux preparate dalla Hallspeed (preparatore ufficiale Toyota per i rally raid) per il Rally Dakar 2012. Alla guida delle due vetture sono stati ingaggiati due piloti sudafricani: Giniel de Villiers, già vincitore di una Dakar ed ex pilota ufficiale Nissan e Volkswagen, e Duncan Vos. Alla sua prima esperienza il team ha subito ben figurato, riuscendo a portare entrambi i suoi fuoristrada nella top 10 assoluta. I due Hilux hanno infatti mostrato fin dalle prime tappe la loro affidabilità e robustezza, permettendo a de Villiers di classificarsi al terzo posto finale e Vos al decimo.
Per la Dakar 2013 sono stati confermati entrambi i piloti e la scuderia si è presentata con l'obiettivo di battere la concorrenza delle Mini ufficiali. Partito tra i favoriti, de Villiers ha commesso un errore di navigazione che gli è costato la perdita di 30 minuti dalla testa della classifica, compromettendo le sue speranze di vittoria. Ciononostante nelle tappe successive ha messo in atto un'importante rimonta, che gli ha permesso di classificarsi al secondo posto finale dietro al solo Stéphane Peterhansel. Sempre durante la terza tappa Vos si è ribaltato mentre stava attraversando una duna: Pur essendo riuscito a tagliare comunque il traguardo di tappa, è stato costretto al ritiro la sera stessa a causa di un danno al roll-bar subito a causa dell'incidente.
In vista della Dakar 2014 è stato ingaggiato Leeroy Poulter, che ha sostituito Vos ereditando anche il suo navigatore Robert Howie. De Villiers è stato l'unico pilota a mantenere il passo delle Mini, ottenendo una vittoria di tappa e classificandosi al quarto posto finale. Dopo una serie di ottime prestazioni, compreso il terzo posto di classe nella terza tappa, Poulter incapperà invece in una serie di errori e problemi tecnici che lo porteranno a sprofondare fino al 33º posto finale.
Nella Dakar 2015, che ha visto l'ingresso di Peugeot come terzo costruttore ufficiale, sono stati confermati de Villiers e Poulter. Il primo ha combattuto per la vittoria finale durante tutta la competizione, classificandosi tra i primi tre in sei tappe su tredici e ottenendo il secondo posto assoluto dietro a Nasser Al-Attiyah. Poulter è finito in un fosso nel corso della terza tappa, rompendo un braccetto e perdendo quasi un'ora. Riuscito a ripartire, otterrà poi diversi buoni risultati, tra i quali un secondo posto nell'ultima tappa, classificandosi al 15º posto finale.
Nel 2016 la scuderia ha assunto la denominazione di "Toyota Gazoo Racing South Africa", riflettendo in maniera sempre più forte il suo ruolo di team ufficiale Toyota. È stato iscritto un terzo Hilux, alla guida del quale è stato ingaggiato il pilota di rally Yazeed Al-Rajhi. De Villiers ha ancora una volta guidato la squadra, classificandosi al terzo posto finale in un'edizione dominata dalle Peugeot. Anche Poulter ha ottenuto ottimi risultati, classificandosi al quinto posto finale a poco meno di 30 minuti dal compagno di squadra. Al-Rajhi si è invece classificato all'11º posto assoluto, a poco meno di un'ora e mezza della top 10.
In vista della Dakar 2017 è stato ingaggiato Nasser Al-Attiyah, già due volte vincitore del rally ed ex pilota ufficiale BMW, Volkswagen e Mini, che ha avuto la possibilità di testare la Hilux già nel 2016 disputando e vincendo ben sei rally, che gli hanno anche permesso di laurearsi campione del mondo rally raid. Il debutto del qatariota alla Dakar con il fuoristrada giapponese si rivelerà però pessimo. Dopo aver colpito una roccia nel corso della terza tappa, Al-Attiyah è riuscito a raggiungere il traguardo ma non a prendere parte alla tappa successiva, venendo così costretto al ritiro. De Villiers ha disputato invece un'altra solida annata, classificandosi al quinto posto finale in una stagione nuovamente dominata dalle Peugeot. Nel corso dell'anno la scuderia ha poi preso parte a diversi rally raid validi per la coppa del mondo, con Al-Attiyah che si è laureato campione del mondo per la seconda volta consecutiva con Toyota (la quarta in carriera).
Nel 2018, accanto ai confermati Al-Attiyah e de Villiers, è stato ingaggiato l'olandese Bernhard ten Brinke. Dopo la delusione dell'anno precedente, il qatariota ha disputato un'ottima stagione, aggiudicandosi ben quattro tappe e classificandosi al secondo posto assoluto dietro solo alla Peugeot di Carlos Sainz. Molto simili sono anche le prestazioni del sudafricano, che si classifica in terza posizione a poco più di 30 minuti dal compagno di squadra, vincendo una tappa. Anche ten Brinke riesce ad aggiudicarsi la vittoria di una tappa, ma è stato costretto al ritiro nel corso della tredicesima tappa dopo aver rotto il motore della sua vettura.
La Dakar 2019, che ha visto il ritiro della Peugeot, ha garantito alla scuderia il suo primo trionfo dopo 8 anni di partecipazione. Dopo aver preso la testa della corsa nel corso della terza tappa, Al-Attiyah otterrà una serie di ottimi risultati (tra i quali tre vittorie di tappa) che gli permetteranno di incrementare gradualmente il vantaggio sugli inseguitori, aggiudicandosi la sua terza vittoria in carriera e permettendo a Toyota di salire per la prima volta sul gradino più alto del podio. De Villiers perde invece diverse ore dopo aver colpito una roccia nel corso della terza tappa, classificandosi al nono posto finale a 8 ore dal compagno di squadra. Dopo una serie di buone prestazioni, ten Brinke è stato invece costretto al ritiro a causa di un guasto al cambio nel corso dell'ottava tappa. Nel corso dell'anno la scuderia ha poi preso parte a diverse gare della coppa del mondo rally raid, aggiudicandosi il Qatar Cross Country Rally, il Rally del Kazakistan e il Rally del Marocco.
Per la Dakar 2020 la scuderia ha confermato i suoi tre piloti e ha aggiunto all'ultimo minuto una quarta Hilux per Fernando Alonso, due volte campione del mondo di Formula 1 e in quel periodo pilota ufficiale Toyota nel campionato del mondo endurance. Per la sua Dakar di debutto lo spagnolo ha scelto come navigatore il connazionale Marc Coma, cinque volte vincitore della gara nella categoria moto. Al-Attiyah, partito da campione in carica, è protagonista di una serratissima lotta con i piloti Mini Stéphane Peterhansel e Carlos Sainz, che lo vedranno classificarsi al secondo posto finale con una vittoria di tappa. I tre piloti hanno chiuso la gara con un distacco di meno di dieci minuti tra il primo (Sainz) e il terzo (Peterhansel), uno dei gap più esigui nella storia della Dakar. Anche de Villiers e ten Brinke disputano un'ottima gara, classificandosi rispettivamente al quinto e settimo posto finale. A causa di alcuni errori tecnici e di navigazione Alonso perde contatto con i primi già nel corso delle tappe iniziali, ma disputa comunque una buona prova d'esordio con il tredicesimo posto finale.
Nel 2021 sono stati confermati Al-Attiyah e de Villiers, accanto ai quali è stato ingaggiato il sudafricano Henk Lategan. Il qatariota è ancora una volta protagonista di una lunga battaglia con Peterhansel e Sainz, classificandosi ancora una volta al secondo posto a meno di 15 minuti dal francese e aggiudicandosi ben 6 tappe su 12. De Villiers si aggiudica la quinta tappa, ma si classifica all'ottavo posto finale a diverse ore di distanza dai primi. Lategan si è invece ribaltato nel corso della quinta tappa, procurandosi una frattura alla clavicola e venendo costretto a ritirarsi dalla competizione.

### Altre competizioni
Accanto al suo impegno nel Rally Dakar e nella coppa del mondo rally raid, la Toyota Gazoo Racing South Africa partecipa a diverse competizioni a livello locale. Da diversi anni la scuderia compete nelle South African Cross-Country Series. Diversi piloti, tra i quali Anthony Taylor, Leeroy Poulter, Giniel de Villiers, Henk Lategan e Shameer Variawa, hanno preso parte al campionato a bordo di Toyota Hilux identici a quelli utilizzati nella Dakar. Le SACCS sono state spesso utilizzate dalla scuderia come banco di prova per testare e sviluppare i suoi fuoristrada in vista delle competizioni internazionali. Dal suo debutto ad oggi la scuderia si è sempre aggiudicata la vittoria del campionato. Nel 2019, in particolare, Henk Lategan e il suo navigatore Brett Cummings sono diventati i più giovani campioni sudafricani di sempre. La coppia si è poi aggiudicata il suo secondo titolo sudafricano nel 2021.
La scuderia compete inoltre fin dai primi anni di attività nel campionato sudafricano rally, prima con una Toyota Yaris con specifiche Super 2000 e poi con una Toyota Etios con specifiche R2. Tra i principali successi nel campionato spiccano le vittorie di Leeroy Poulter nel 2014 e nel 2016 e di Guy Botterill nel 2017, 2018 e 2019. La scuderia ha inoltre preso parte a diversi rally anche in altre nazioni dell'Africa. La Toyota Gazoo Racing South Africa è inoltre stata la prima scuderia sudafricana ufficiale a schierare un equipaggio composto da sole donne (Carolyn Swan ed Elvene Coetzee).
Nel 2019 la scuderia ha debuttato nelle competizioni su pista iscrivendosi al campionato Global Touring Car con una Toyota Corolla guidata da Michael van Rooyen. Alla sua stagione di debutto, van Rooyen ha lottato durante tutto il campionato per la vittoria finale, perdendolo solo all'ultima gara. Nel 2021, dopo un anno di stop a causa della pandemia di COVID-19, la scuderia ha iscritto due vetture, affidate a van Rooyen e Mandla Mdakane.

## Risultati

### Rally Dakar
| Anno | Vettura             | Pilota              | Copilota           | Pos. | TV |
| ---- | ------------------- | ------------------- | ------------------ | ---- | -- |
| 2012 | Toyota Hilux        | Giniel de Villiers  | Dirk von Zitzewitz | 3°   | 0  |
| 2012 | Toyota Hilux        | Duncan Vos          | Robert Howie       | 10°  | 0  |
| 2013 | Toyota Hilux        | Giniel de Villiers  | Dirk von Zitzewitz | 2°   | 0  |
| 2013 | Toyota Hilux        | Duncan Vos          | Robert Howie       | Rit  | 0  |
| 2014 | Toyota Hilux        | Giniel de Villiers  | Dirk von Zitzewitz | 4°   | 1  |
| 2014 | Toyota Hilux        | Leeroy Poulter      | Robert Howie       | 33°  | 0  |
| 2015 | Toyota Hilux        | Giniel de Villiers  | Dirk von Zitzewitz | 2°   | 0  |
| 2015 | Toyota Hilux        | Leeroy Poulter      | Robert Howie       | 16°  | 0  |
| 2016 | Toyota Hilux        | Giniel de Villiers  | Dirk von Zitzewitz | 3°   | 0  |
| 2016 | Toyota Hilux        | Leeroy Poulter      | Robert Howie       | 5°   | 0  |
| 2016 | Toyota Hilux        | Yazeed Al-Rajhi     | Timo Gottschalk    | 11°  | 0  |
| 2017 | Toyota Hilux        | Nasser Al-Attiyah   | Matthieu Baumel    | Rit  | 1  |
| 2017 | Toyota Hilux        | Giniel de Villiers  | Dirk von Zitzewitz | 5°   | 0  |
| 2018 | Toyota Hilux        | Nasser Al-Attiyah   | Matthieu Baumel    | 2°   | 4  |
| 2018 | Toyota Hilux        | Giniel de Villiers  | Dirk von Zitzewitz | 3°   | 1  |
| 2018 | Toyota Hilux        | Bernhard ten Brinke | Michel Périn       | Rit  | 1  |
| 2019 | Toyota Hilux        | Nasser Al-Attiyah   | Matthieu Baumel    | 1°   | 3  |
| 2019 | Toyota Hilux        | Giniel de Villiers  | Dirk von Zitzewitz | 9°   | 0  |
| 2019 | Toyota Hilux        | Bernhard ten Brinke | Xavier Panseri     | Rit  | 0  |
| 2020 | Toyota Hilux        | Nasser Al-Attiyah   | Matthieu Baumel    | 2°   | 1  |
| 2020 | Toyota Hilux        | Giniel de Villiers  | Alex Haro          | 5°   | 1  |
| 2020 | Toyota Hilux        | Bernhard ten Brinke | Tim Colsoul        | 7°   | 0  |
| 2020 | Toyota Hilux        | Fernando Alonso     | Marc Coma          | 13°  | 0  |
| 2021 | Toyota Hilux        | Nasser Al-Attiyah   | Matthieu Baumel    | 2°   | 6  |
| 2021 | Toyota Hilux        | Giniel de Villiers  | Alex Haro          | 8°   | 1  |
| 2021 | Toyota Hilux        | Henk Lategan        | Brett Cummings     | Rit  | 0  |
| 2022 | Toyota GR DKR Hilux | Nasser Al-Attiyah   | Matthieu Baumel    | 1°   | 3  |
| 2022 | Toyota GR DKR Hilux | Giniel de Villiers  | Dennis Murphy      | 5°   | 1  |
| 2022 | Toyota GR DKR Hilux | Henk Lategan        | Brett Cummings     | 31°  | 2  |
| 2022 | Toyota GR DKR Hilux | Shameer Variawa     | Danie Stassen      | 15°  | 0  |
| 2023 | Toyota GR DKR Hilux | Nasser Al-Attiyah   | Matthieu Baumel    | 1°   | 3  |
| 2023 | Toyota GR DKR Hilux | Giniel de Villiers  | Dennis Murphy      | 4°   | 0  |
| 2023 | Toyota GR DKR Hilux | Henk Lategan        | Brett Cummings     | 5°   | 0  |
| 2024 | Toyota GR DKR Hilux | Lucas Moraes        | Armand Monleón     | 9°   | 1  |
| 2024 | Toyota GR DKR Hilux | Seth Quintero       | Dennis Zenz        | 100° | 0  |
| 2024 | Toyota GR DKR Hilux | Giniel de Villiers  | Dennis Murphy      | 7°   | 0  |
| 2024 | Toyota GR DKR Hilux | Guy Botterill       | Brett Cummings     | 6°   | 0  |
| 2024 | Toyota GR DKR Hilux | Saood Variawa       | François Cazalet   | 17°  | 0  |
| 2025 | Toyota GR DKR Hilux | Lucas Moraes        | Armand Monleón     | 15°  | 2  |
| 2025 | Toyota GR DKR Hilux | Seth Quintero       | Dennis Zenz        | 9°   | 2  |
| 2025 | Toyota GR DKR Hilux | Giniel de Villiers  | Dirk von Zitzewitz | Rit  | 0  |
| 2025 | Toyota GR DKR Hilux | Henk Lategan        | Brett Cummings     | 2°   | 2  |
| 2025 | Toyota GR DKR Hilux | Guy Botterill       | Dennis Murphy      | Rit  | 1  |
| 2025 | Toyota GR DKR Hilux | Saood Variawa       | François Cazalet   | 29°  | 1  |

### Campionato del mondo rally raid
| Anno | Classe | Vettura             | Pilota            | 1       | 2       | 3       | 4      | 5      | PP  | Punti | PC | Punti |
| ---- | ------ | ------------------- | ----------------- | ------- | ------- | ------- | ------ | ------ | --- | ----- | -- | ----- |
| 2022 | Auto   | Toyota GR DKR Hilux | Nasser Al-Attiyah | DAK 1   | ABU 11  | MAR 3   | AND 2  |        | 1°  | 169   | 1° | 163   |
| 2023 | Auto   | Toyota GR DKR Hilux | Nasser Al-Attiyah | DAK 1   | ABU Rit | SON 1   | DES 1  | MAR 15 | 1°  | 205   | 1° | 230   |
| 2024 | Auto   | Toyota GR DKR Hilux | Lucas Moraes      | DAK 9   | ABU Rit | PRT 3   | DES 5  | MAR 14 | 3°  | 117   | 1° | 227   |
| 2024 | Auto   | Toyota GR DKR Hilux | Seth Quintero     | DAK 101 | ABU 3   | PRT 43  | DES 11 | MAR 5  | 6°  | 81    | 1° | 227   |
| 2024 | Auto   | Toyota GR DKR Hilux | Saood Variawa     | DAK 17  | ABU 10  | PRT Rit | DES    | MAR    | 19° | 22    | 1° | 227   |